# Lumut (Maleisië)
Lumut is een stad in de Maleisische deelstaat Perak.
Lumut telt 1500 inwoners. De stad is gelegen aan de westkust van het schiereiland, op ongeveer 50 km ten zuidwesten van Ipoh.
De naam Lumut betekent in het Maleisisch algen. De eerste bewoners gaven aan de nederzetting deze naam vanwege de grote hoeveelheid algen aan de kust.
Het eiland Pangkor is gelegen op ongeveer 6 km van het centrum, en met een veerboot bereikbaar.
De plaats is de thuisbasis voor de koninklijke marine van Maleisië.